# Stag headed tree

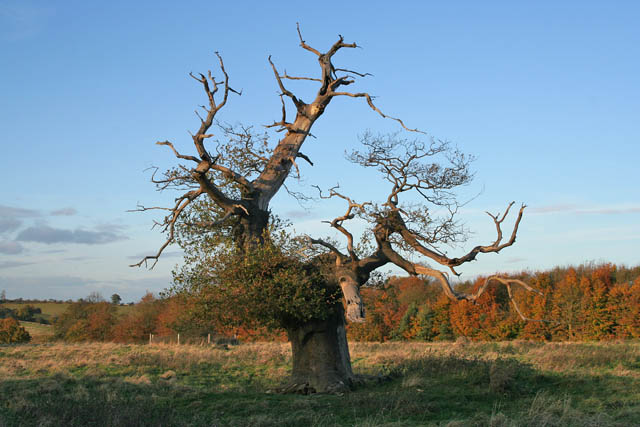
Stag-headed oak,. Un chêne à tête de cerf.

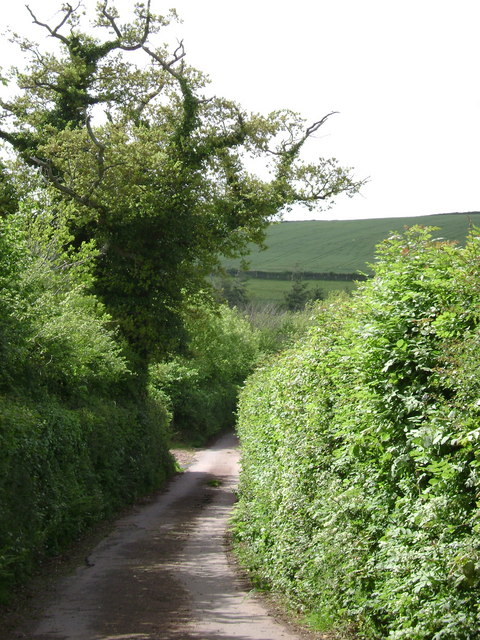
Stag-headed oak, Hamblecombe Barton. Luton

L’expression stag headed tree (tête de cerf) désigne en anglais les arbres qui ayant atteint un très grand âge ont le houppier qui affecte la forme de la ramure d'un cerf.
Chêne et châtaignier peuvent vivre longtemps; un vieux dicton anglais dit que « les chênes poussent pendant 300 ans, demeurent pendant 300 ans, puis dépérissent lentement pendant encore 300 ans.
Atteignant environ 600 ans, la couronnes massive de ces arbre commence à dépérir parce que leur système racinaire et vasculaire n'est plus en mesure d'entretenir une grande couronne. Ce qui permet à la lumière d'atteindre la couronne intérieure plus basse, et de là stimuler le développement de bourgeons dormants, créant éventuellement une nouvelle couronne inférieure plus petite. Les vieilles branches qui formaient la haute couronne d'origine meurent, mais sur des espèces telles que le chêne et châtaignier, qui ont le bois très résistant, ces branches mortes restent pendant des décennies, voire des siècles. C'est ce qui donne à l'arbre son apparence Stag headed.